# Oliver McBurnie
Oliver McBurnie (Leeds, 4 giugno 1996) è un calciatore scozzese, attaccante dell'Hull City.

## Carriera

### Club
Calcisticamente cresciuto nelle giovanili del Bradford City, esordisce in prima squadra il 1º dicembre 2013, nella partita pareggiata per 1-1 sul campo dell'Oldham Athletic.
Il 13 luglio 2015 viene acquistato dallo Swansea City, che lo gira subito in prestito al Newport County.
Il 2 agosto 2019 viene acquistato dallo Sheffield Utd.
Il 25 luglio 2024, dopo non avere rinnovato il proprio contratto con lo Sheffield ed essere rimasto svincolato, firma un contratto triennale con gli spagnoli del Las Palmas.
Nell'estate del 2025 dopo una sola stagione (conclusasi con 3 reti in 34 presenze nella prima divisione spagnola) torna a giocare in Inghilterra, all'Hull City, in seconda divisione.

### Nazionale
Dopo aver giocato nelle nazionali giovanili scozzesi Under-19 e Under-21, il 23 marzo 2018 ha esordito nella nazionale maggiore nell'amichevole persa 0-1 contro la Costa Rica.

## Statistiche

### Presenze e reti nei club
Statistiche aggiornate al 6 agosto 2025.
| Stagione                | Squadra                 | Campionato              | Campionato | Campionato | Coppe nazionali | Coppe nazionali | Coppe nazionali | Coppe continentali | Coppe continentali | Coppe continentali | Altre coppe | Altre coppe | Altre coppe | Totale | Totale |
| Stagione                | Squadra                 | Comp                    | Pres       | Reti       | Comp            | Pres            | Reti            | Comp               | Pres               | Reti               | Comp        | Pres        | Reti        | Pres   | Reti   |
| ----------------------- | ----------------------- | ----------------------- | ---------- | ---------- | --------------- | --------------- | --------------- | ------------------ | ------------------ | ------------------ | ----------- | ----------- | ----------- | ------ | ------ |
| 2013-2014               | Bradford PA             | L1                      | 8          | 0          | FACup+CdL+FLT   | 1+0+0           | 0               |                    | -                  | -                  |             | -           | -           | 9      | 0      |
| 2014-gen. 2015          | Bradford PA             | L1                      | 6          | 0          | FACup+CdL+FLT   | 1+2+1           | 0               |                    | -                  | -                  |             | -           | -           | 10     | 0      |
| gen.-feb. 2015          | Chester                 | NL                      | 4          | 1          |                 | -               | -               |                    | -                  | -                  |             | -           | -           | 4      | 1      |
| feb.-mar. 2015          | Bradford PA             | L1                      | 1          | 0          | FACup+CdL+FLT   | 0               | 0               |                    | -                  | -                  |             | -           | -           | 1      | 0      |
| Totale Bradford         | Totale Bradford         | Totale Bradford         | 15         | 0          |                 | 5               | 0               |                    | -                  | -                  |             | -           | -           | 20     | 0      |
| gen.-feb. 2015          | Chester                 | NL                      | 10         | 4          |                 | -               | -               |                    | -                  | -                  |             | -           | -           | 10     | 4      |
| Totale Chester          | Totale Chester          | Totale Chester          | 14         | 5          |                 | -               | -               |                    | -                  | -                  |             | -           | -           | 14     | 5      |
| nov. 2015-2016          | Newport County          | L2                      | 3          | 3          | FACup+CdL+FLT   | 0               | 0               |                    | -                  | -                  |             | -           | -           | 3      | 3      |
| mar.-mag. 2016          | Bristol Rovers          | L2                      | 5          | 0          | FACup+CdL+FLT   | 0               | 0               |                    | -                  | -                  |             | -           | -           | 5      | 0      |
| 2016-2017               | Swansea City            | PL                      | 5          | 0          | FACup+CdL       | 0+1             | 0+2             |                    | -                  | -                  |             | -           | -           | 6      | 2      |
| 2017-gen.2018           | Swansea City            | PL                      | 11         | 0          | FACup+CdL       | 0+1             | 0+0             |                    | -                  | -                  |             | -           | -           | 12     | 0      |
| gen.-giu. 2018          | Barnsley                | FLC                     | 17         | 9          | FACup+CdL       | 0+0             | 0+0             |                    | -                  | -                  |             | -           | -           | 17     | 9      |
| 2018-2019               | Swansea City            | FLC                     | 42         | 22         | FACup+CdL       | 2+0             | 2+0             |                    | -                  | -                  |             | -           | -           | 44     | 24     |
| Totale Swansea          | Totale Swansea          | Totale Swansea          | 58         | 22         |                 | 4               | 4               |                    | -                  | -                  |             | -           | -           | 62     | 26     |
| 2019-2020               | Sheffield Utd           | PL                      | 36         | 6          | FACup+CdL       | 2+2             | 0+0             |                    | -                  | -                  |             | -           | -           | 40     | 6      |
| 2020-2021               | Sheffield Utd           | PL                      | 23         | 1          | FACup+CdL       | 1+1             | 0+0             |                    | -                  | -                  |             | -           | -           | 25     | 1      |
| 2021-2022               | Sheffield Utd           | FLC                     | 23         | 0          | FACup+CdL       | 0+2             | 0+1             |                    | -                  | -                  |             | -           | -           | 25     | 1      |
| 2022-2023               | Sheffield Utd           | FLC                     | 38         | 13         | FACup+CdL       | 3+0             | 2+0             |                    | -                  | -                  |             | -           | -           | 41     | 15     |
| 2023-2024               | Sheffield Utd           | PL                      | 21         | 6          | FACup+CdL       | 1+1             | 0+0             |                    | -                  | -                  |             | -           | -           | 23     | 6      |
| Totale Sheffield United | Totale Sheffield United | Totale Sheffield United | 141        | 26         |                 | 13              | 3               |                    | -                  | -                  |             | -           | -           | 154    | 29     |
| 2024-2025               | Las Palmas              | PD                      | 34         | 3          | CR              | 1               | 2               |                    | -                  | -                  |             | -           | -           | 35     | 5      |
| 2025-2026               | Hull City               | FLC                     | 0          | 0          | FACup+CdL       | 0+0             | 0+0             |                    | -                  | -                  |             | -           | -           | 0      | 0      |
| Totale carriera         | Totale carriera         | Totale carriera         | 287        | 68         |                 | 23              | 9               |                    | -                  | -                  |             | -           | -           | 310    | 77     |

### Cronologia presenze e reti in nazionale
| Cronologia completa delle presenze e delle reti in nazionale ― Scozia | Cronologia completa delle presenze e delle reti in nazionale ― Scozia | Cronologia completa delle presenze e delle reti in nazionale ― Scozia | Cronologia completa delle presenze e delle reti in nazionale ― Scozia | Cronologia completa delle presenze e delle reti in nazionale ― Scozia | Cronologia completa delle presenze e delle reti in nazionale ― Scozia | Cronologia completa delle presenze e delle reti in nazionale ― Scozia | Cronologia completa delle presenze e delle reti in nazionale ― Scozia |
| Data                                                                  | Città                                                                 | In casa                                                               | Risultato                                                             | Ospiti                                                                | Competizione                                                          | Reti                                                                  | Note                                                                  |
| --------------------------------------------------------------------- | --------------------------------------------------------------------- | --------------------------------------------------------------------- | --------------------------------------------------------------------- | --------------------------------------------------------------------- | --------------------------------------------------------------------- | --------------------------------------------------------------------- | --------------------------------------------------------------------- |
| 23-3-2018                                                             | Glasgow                                                               | Scozia                                                                | 0 – 1                                                                 | Costa Rica                                                            | Amichevole                                                            | -                                                                     | 77’                                                                   |
| 27-3-2018                                                             | Budapest                                                              | Ungheria                                                              | 0 – 1                                                                 | Scozia                                                                | Amichevole                                                            | -                                                                     | 84’                                                                   |
| 30-5-2018                                                             | Lima                                                                  | Perù                                                                  | 2 – 0                                                                 | Scozia                                                                | Amichevole                                                            | -                                                                     | 63’                                                                   |
| 3-6-2018                                                              | Città del Messico                                                     | Messico                                                               | 1 – 0                                                                 | Scozia                                                                | Amichevole                                                            | -                                                                     | 80’                                                                   |
| 11-10-2018                                                            | Haifa                                                                 | Israele                                                               | 2 – 1                                                                 | Scozia                                                                | UEFA Nations League 2018-2019 - 1º turno                              | -                                                                     | 76’                                                                   |
| 14-10-2018                                                            | Londra                                                                | Scozia                                                                | 1 – 3                                                                 | Portogallo                                                            | Amichevole                                                            | -                                                                     | 76’                                                                   |
| 21-3-2019                                                             | Astana                                                                | Kazakistan                                                            | 3 – 0                                                                 | Scozia                                                                | Qual. Euro 2020                                                       | -                                                                     | 61’                                                                   |
| 6-9-2019                                                              | Glasgow                                                               | Scozia                                                                | 1 – 2                                                                 | Russia                                                                | Qual. Euro 2020                                                       | -                                                                     |                                                                       |
| 16-11-2019                                                            | Nicosia                                                               | Cipro                                                                 | 1 – 2                                                                 | Scozia                                                                | Qual. Euro 2020                                                       | -                                                                     | 62’                                                                   |
| 8-10-2020                                                             | Glasgow                                                               | Scozia                                                                | 0 – 0 dts (5 – 3 dtr)                                                 | Israele                                                               | Qual. Euro 2020                                                       | -                                                                     | 73’                                                                   |
| 11-10-2020                                                            | Glasgow                                                               | Scozia                                                                | 1 – 0                                                                 | Slovacchia                                                            | UEFA Nations League 2020-2021 - 1º turno                              | -                                                                     | 72’ 83’                                                               |
| 14-10-2020                                                            | Glasgow                                                               | Scozia                                                                | 1 – 0                                                                 | Rep. Ceca                                                             | UEFA Nations League 2020-2021 - 1º turno                              | -                                                                     | 65’                                                                   |
| 12-11-2020                                                            | Belgrado                                                              | Serbia                                                                | 1 – 1 dts (4 – 5 dtr)                                                 | Scozia                                                                | Qual. Euro 2020                                                       | -                                                                     | 82’                                                                   |
| 15-11-2020                                                            | Trnava                                                                | Slovacchia                                                            | 1 – 0                                                                 | Scozia                                                                | UEFA Nations League 2020-2021 - 1º turno                              | -                                                                     |                                                                       |
| 18-11-2020                                                            | Netanya                                                               | Israele                                                               | 1 – 0                                                                 | Scozia                                                                | UEFA Nations League 2020-2021 - 1º turno                              | -                                                                     | 61’                                                                   |
| 31-3-2021                                                             | Glasgow                                                               | Scozia                                                                | 4 – 0                                                                 | Fær Øer                                                               | Qual. Mondiali 2022                                                   | -                                                                     | 77’                                                                   |
| Totale                                                                |                                                                       | Presenze                                                              | 16                                                                    |                                                                       | Reti                                                                  | 0                                                                     |                                                                       |